# ロシア正教会
ロシア正教会（ロシアせいきょうかい、露: Русская православная церковь）は、正教会に属するキリスト教の教会であり、数多くある独立正教会のひとつである。
正教会は原則的に、1カ国にひとつの教会組織をそなえる（ロシア正教会以外の例としてはギリシャ正教会、グルジア正教会、ルーマニア正教会、ブルガリア正教会、日本正教会など、例外もある）。これら各国ごとの正教会が異なる教義を信奉しているわけではなく、同じ信仰を有している。
教派名は「正教」｢正教会」であり、｢ロシア正教」｢ロシア正教会」は主にロシア連邦・近隣地域を管轄する一教会組織名である。
本項では日本正教会による訳語を断りなく用いる場合がある。
17世紀の奉神礼改革に反対し古い奉事方法を守ったために主流派ロシア正教会から追放された古儀式派は、自らこそが正統なロシア正教会だとしている。

## 名称と概念「ギリシャ正教」「ロシア正教」
ロシア正教会は、教派としては正教会に分類される。日本の世界史教科書などでは「ギリシャ正教」が一般的に用いられるが、「ギリシャ正教」は誤りではないものの、誤解を招きやすい呼称である。
「ロシア正教会」は一教会組織名であり、ロシア正教会独自の教義・教理がある訳ではない。ロシア正教会における機密（サクラメント）は全正教会で有効と認められる。したがって教派名として「ロシア正教」を用いる事は適切ではない。
日本の正教会で行われる著名人の埋葬式に際し「ロシア正教会で葬儀を行う」と報道される事もあるが、葬儀が行われる場所が日本正教会の聖堂である場合明らかな誤りであり、「正教会で埋葬式（葬儀）が行われる」といった表現が適切となる。
同様の理由で海外での正教徒の冠婚葬祭についても、聖堂の所属する地方教会組織・教区が不明な場合、「正教会で結婚式（埋葬式）が行われる」といった表現が適切かつ無難である。

## 分類
- 正教会（ギリシャ正教、東方正教会） — 正教会の洗礼・聖体機密（聖体礼儀）を含む機密（秘蹟）は全ての正教会で有効。「ルーマニア正教会」「ロシア正教会」は組織名であり、一組織を信仰するかのような「ロシア正教を信仰する」「グルジア正教を信仰する」といった表現は誤りである。
  - 独立正教会（一部からの承認のみのものを含む）
    - アメリカ正教会
    - アルバニア正教会
    - アレクサンドリア教会（アレクサンドリア総主教庁）
    - アンティオキア教会（アンティオキア総主教庁）
    - ウクライナ正教会 (2018年設立)
    - エルサレム教会（エルサレム総主教庁）
    - キプロス正教会
    - ギリシャ正教会
    - グルジア正教会
    - コンスタンティヌーポリ教会（コンスタンティヌーポリ全地総主教庁）
    - セルビア正教会
    - チェコスロバキア正教会
    - ブルガリア正教会
    - ポーランド正教会
    - マケドニア正教会　一部のみその地位を承認。
    - ルーマニア正教会
    - ロシア正教会

  - 自治正教会（一部の承認のものも含む）
    - エストニア使徒正教会 — 一部のみその地位を承認。承認していない教会からは一教区扱い。
    - シナイ正教会
    - 正統オフリド大主教区 — 一部のみその地位を承認。承認していない教会からは一教区扱い。
    - 中国正教会 — 一部のみその地位を承認。承認していない教会からは一教区扱い。
    - 日本ハリストス正教会 — 一部のみその地位を承認。承認していない教会からは一教区扱い。
    - フィンランド正教会

  - 自主管理教会
    - アンティオキア正教会北米大主教区
    - ウクライナ正教会 (モスクワ総主教庁系)
    - エストニア正教会 — ロシア正教会の自主管理教会。
    - 在外ロシア正教会
    - モルドバ正教会
    - ラトビア正教会
    - 他

## 歴史

### 概要

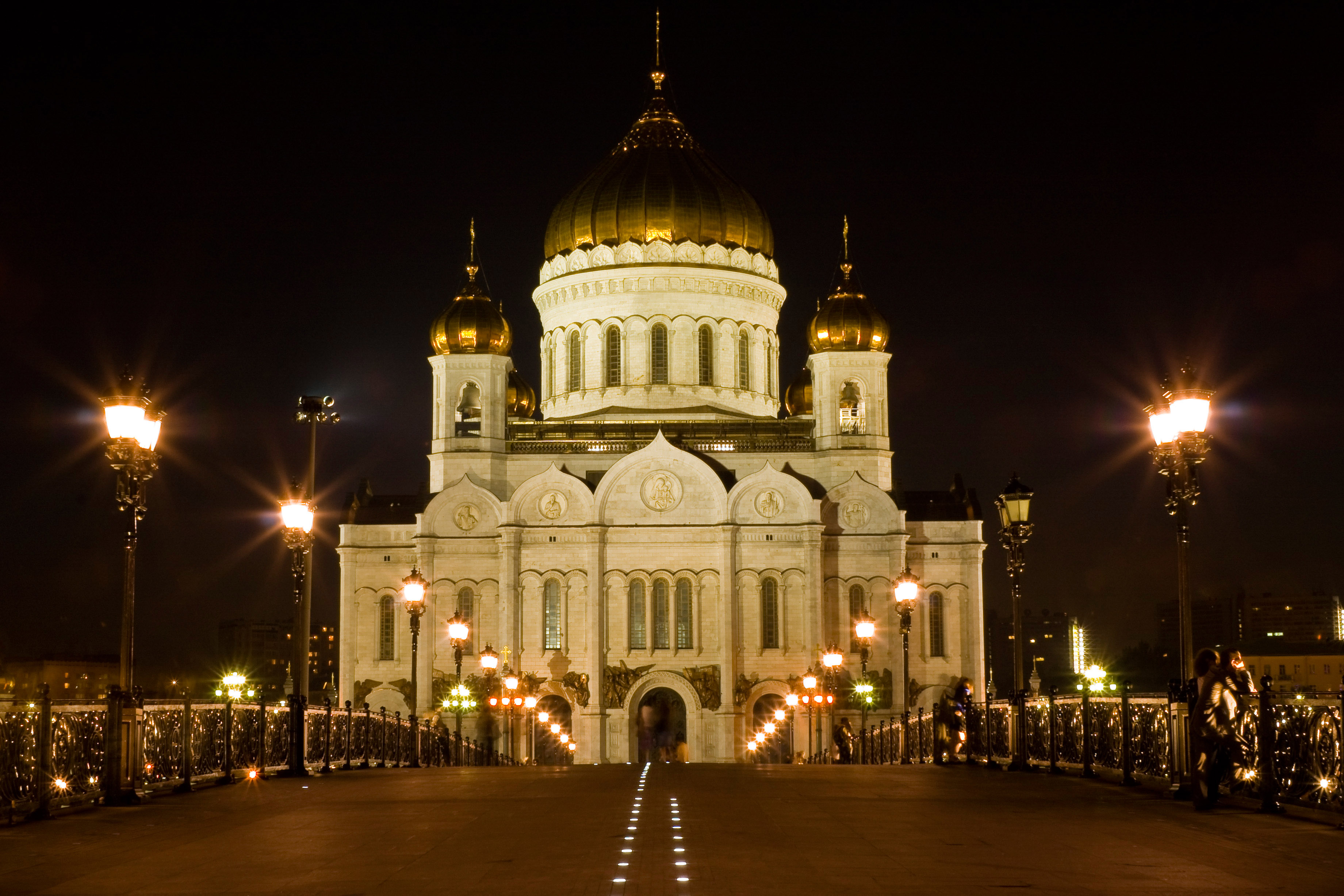
ソビエト連邦の崩壊後に再建された救世主ハリストス大聖堂の夜景（2008年8月、モスクワ川に架かる橋から撮影）

2019年現在、ロシア正教会はコンスタンチノープル総主教庁と新生ウクライナ正教会を除く全世界の正教会とフル・コミュニオンの関係にある、独立正教会である。
10世紀以前から既にドニエプル川流域にはキリスト教：正教会の伝道は行われていたが、988年のウラジーミル1世によるルーシ人の集団洗礼がロシア正教会の起点とされる。ウラジーミルは、家臣を外国に派遣して信仰の実状を探らせた。家臣は正教の儀式に対し「私たちは天上にいたのか地上にいたのかわかりませんでした。地上にはこのような光景も美しさもなく、また物語ることもできないからです。あそこでは神は人々と共におられ、彼らの勤行がすべての国にまさっていることだけは間違いありません」と報告したため、正教を国教としてビザンツ帝国から導入した。
1589年に、モスクワ総主教を戴く独立正教会としての地位をコンスタンディヌーポリ総主教、アレクサンドリア総主教、アンティオキア総主教、エルサレム総主教から承認された。
2010年現在のロシア正教会は約9000万人の信徒数を擁する世界最大の独立正教会組織であり、その規模は信徒数で第2位の独立正教会組織であるルーマニア正教会（約1900万人）を大きく引き離している。管轄地域はロシア、ベラルーシ、ウクライナ、カザフスタンをはじめとしたソ連邦を構成していた諸国や、海外のロシア正教会系の教区に及んでいる。
無神論を標榜するソ連邦時代には一貫して弾圧を受け続け、大多数の聖堂を破壊され、聖職者・修道士・修道女・信徒が虐殺されるなどの甚大な被害を受けたロシア正教会であるが、ソ連邦崩壊後には復活を遂げ、教勢を増している。
ロシア正教会の指導者はモスクワ総主教（モスクワおよび全ロシアの総主教）。現在の総主教はキリル1世である（2009年2月1日より）。
ウクライナ正教会 (モスクワ総主教庁系)は事実上の自治正教会、日本ハリストス正教会は自治正教会となっており、これらはモスクワ総主教の庇護下にありつつも財政的に完全に独立し、大幅な裁量を持つ自治を行っていた。2007年には在外ロシア正教会との和解が成立する。在外ロシア正教会はモスクワ総主教の庇護下で自治正教会に準ずる扱いを受けていた。ただし、2018年のウクライナ正教会のロシア正教会からの独立をめぐって合意が満たせずに決裂。ロシア正教会はコンスタンチノープル総主教庁との断絶を決定し、日本ハリストス正教会がこれに続いたため東方教会は大分裂の危機を迎えている。
ロシア正教では、キリストが洗礼を受けたとされる1月18日から19日にかけて、沐浴をするのが伝統であり、熱心な信者が凍った湖や川に穴をあけて沐浴する場面も、ロシアの多くの場所でみられる。

### 詳細

#### 教勢の拡大

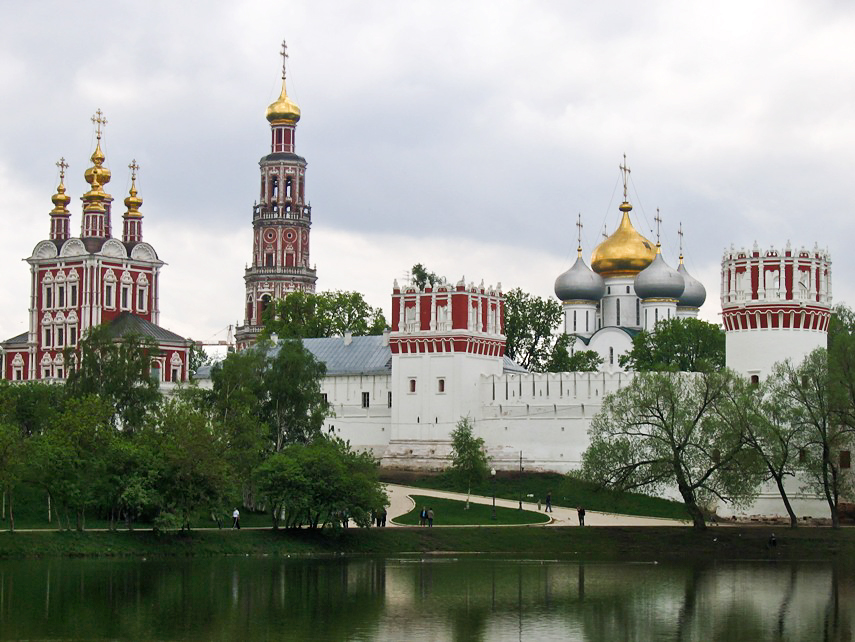
ノヴォデヴィチ女子修道院の全景。ソビエト連邦の崩壊後に修道生活が本格的に復興された。2004年に世界遺産。

正教会をはじめとして宗教に大弾圧を加えたソヴィエト政権が崩壊した後、ロシア正教会はロシア人の精神的なよりどころとして教勢を再び伸ばしている。破壊されたカザンの生神女福音聖堂、モスクワの救世主ハリストス大聖堂の復興・再建をはじめとして、各地でソ連時代に破壊された聖堂の復興や教会組織の再建、および修道院の復興・新設が進んでいる。ソ連時代に禁じられていた放送・出版も活発に行われるようになった。
ソ連時代に停滞していた聖歌作曲も再び活発となり、イラリオン・アルフェエフ府主教やボリス・フェオクチストフといった新たな世代の聖歌作曲家が現れている。また、古典聖歌（ズナメニ聖歌）の復興・研究も活発に行われるようになった。

#### 国家との関係
ソ連では、ミハイル・ゴルバチョフ書記長が信仰の自由を認める姿勢を打ち出し、1988年4月29日にロシア正教会のピメン総司教ら6人の指導者と会談した。ソ連政府の最高指導者が教会指導者と会談したのは1943年以来のことで、ゴルバチョフは会談で、ソ連が過去に教会と信者に過ちをおかしたことを認めた。
ソ連時代に当局に協力していた聖職者がいた（信徒を守るためにやむなく協力した者がほとんどであったとされるが、進んで協力していた者もいたとされる）ため、ソ連崩壊後も信徒や国民には教会に対する不信が残り、ロシア正教会にとって解決の難しい問題となっている。
数千万人規模の信徒を抱えるロシア正教会は、他の地域の正教会に比べて、さまざまな思想的傾向を持つ信徒を纏め上げなければならないという課題が大きい。ソ連崩壊後、左右さまざまな思想傾向をもつ信徒が参加する中で、ニコライ2世の列聖の是非は微妙な緊張を孕む問題として代表的なものであった。結局列聖されたが、公式には致命者としてではなく、聖ボリスと聖グレープ同様の「苦難を耐えし者」（ストラストチェールペツ）としてであった。他方、在外ロシア正教会ではニコライ2世一家は致命者として列聖されており、一般信徒の間でも致命者として崇敬する向きも根強いので、これらの動向を持つ教会・信徒と、ニコライ2世を評価しない信徒との間で若干の温度差がある。このように、ロシア正教会上層部は政教の関係と思想問題において、常に難しい舵取りを迫られている。
ソ連崩壊直後、ロシア連邦議会に議席を持つようになった正教会の神品が若干数いた。1993年の10月政変について、ロシア正教会は大統領側も最高会議側のいずれも支持せず「繰り返してはならない国民的悲劇」と総括する一方で、政変直後にモスクワ総主教アレクシイ2世は、「ロシア正教会は政局を超越した存在である」ことを理由とし、聖職と議員職との兼業禁止を布告。ロシア正教会は、このように、国政に対して直接的な影響を与える手段である議席を失うことを選択して、一定の政教分離を図っている。

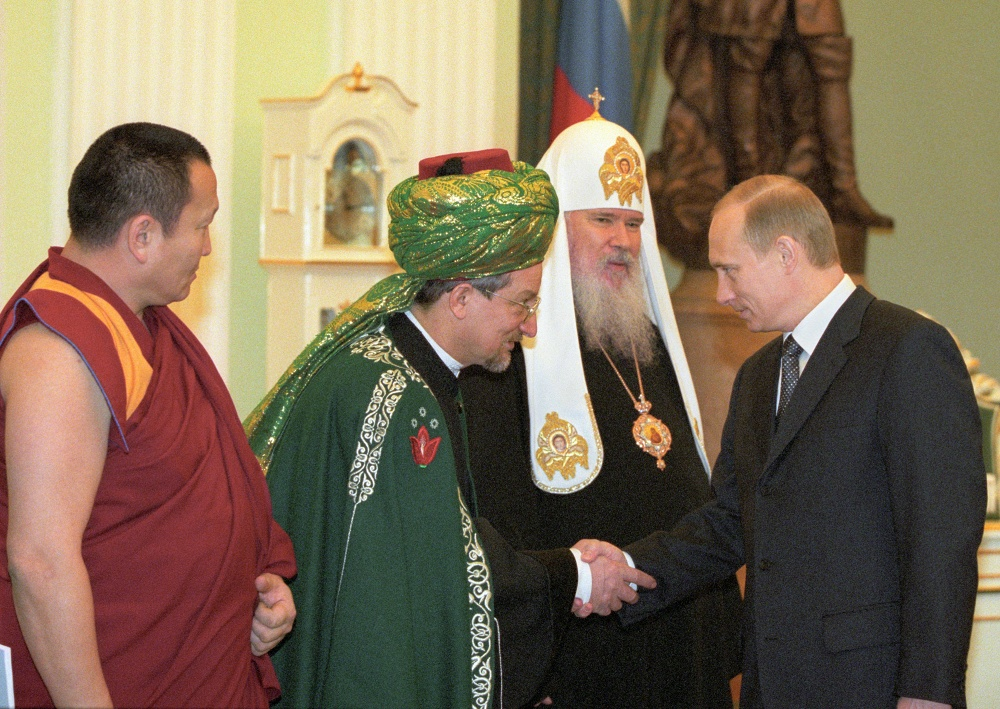
ウラジーミル・プーチン大統領と会見するロシア連邦の三宗教の代表者達（2001年2月）。左からダンバ・アユシェエフ（ハンバ・ラマ、仏教の指導者）、タルガト・タジュディン（ムフティー、イスラームの指導者）、アレクシイ2世（モスクワ総主教、正教の指導者）

しかし近年、ロシア正教会はロシア政府・政界への政治発言力と接近を強めてきている。ロシア連邦において、存在感を増すロシア正教会を政治的に活用しようとする政治家も多数おり、こうした政治家は足繁く教会に通うなどして教会および信徒の支持を得ようとしている。裏を返せば、票田になるだけの多くの信徒が教会に居るということでもあり、ロシアにおいていかに教会活動が活発化しているかを示すものでもある。モスクワ総主教が大統領就任式典に参加し、救世主ハリストス大聖堂の再建にあたってはモスクワ市長ルシコフから支援を受ける など、国家においてさまざまな地位・利益を享受している。
他方、ロシア連邦において、一宗教団体としては別格の扱いを政府から受けているロシア正教会ではあるが、法的な国教とは位置づけられていない（世界で2010年現在国教としての扱いを受ける正教会組織はキプロス正教会、ギリシャ正教会、フィンランド正教会のみ）。ロシア連邦は多民族国家でありムスリムや仏教徒も多数存在しており、政府も正教以外の宗教に対する一定の配慮を示している。また、ロシア正教会の対話相手となる政治勢力は必ずしも与党・政権側とは限らず、野党である公正ロシアとの間でも対話は行われている（2009年11月30日など）。
実質国営メディアであるロシア・トゥデイがロシア公的意見調査センター（Russian Public Opinion Research Center）の調査結果として2012年8月14日に報道したところによれば、44%のロシア連邦国民が「教会は倫理的問題には関与すべきだが、政治とは距離を取るべきだ」とし、約3分の1（約33％）の国民は「教会の活動は信仰上・宗教上の問題に限定されるべきだ」としている。教会による政治への積極的関与を期待するのは約17％にとどまった。

##### 2022年ウクライナ侵攻における正教会
2022年4月、ロシア正教会は2022年ロシアのウクライナ侵攻において、「あなたはロシアの戦士です。あなたの義務は、ウクライナの民族主義者から祖国を守ることです。あなたの仕事はウクライナ国民を地球上から一掃することです。あなたの敵は人間の魂に罪深いダメージを与えるイデオロギーです。」という免罪符を発行した。さらに同年10月、ニューズウィーク日本版で、キリル大主教によりプーチンが「主席エクソシスト」に任命されるというニュースが報道された。

#### 正教会間の関係
ロシア正教会に限らず、正教会は20世紀中盤から「正教の離散」と呼ばれる問題を抱えている。これは、正教が現代に入って土地ではなく各民族教会ごとに管轄を保持する傾向が強まり、教区を巡る争いが複数発生している問題を指す。ロシア正教会も同様の問題を各地に存在するロシア人コミュニティを巡って抱えており、多くは決着をみていない。

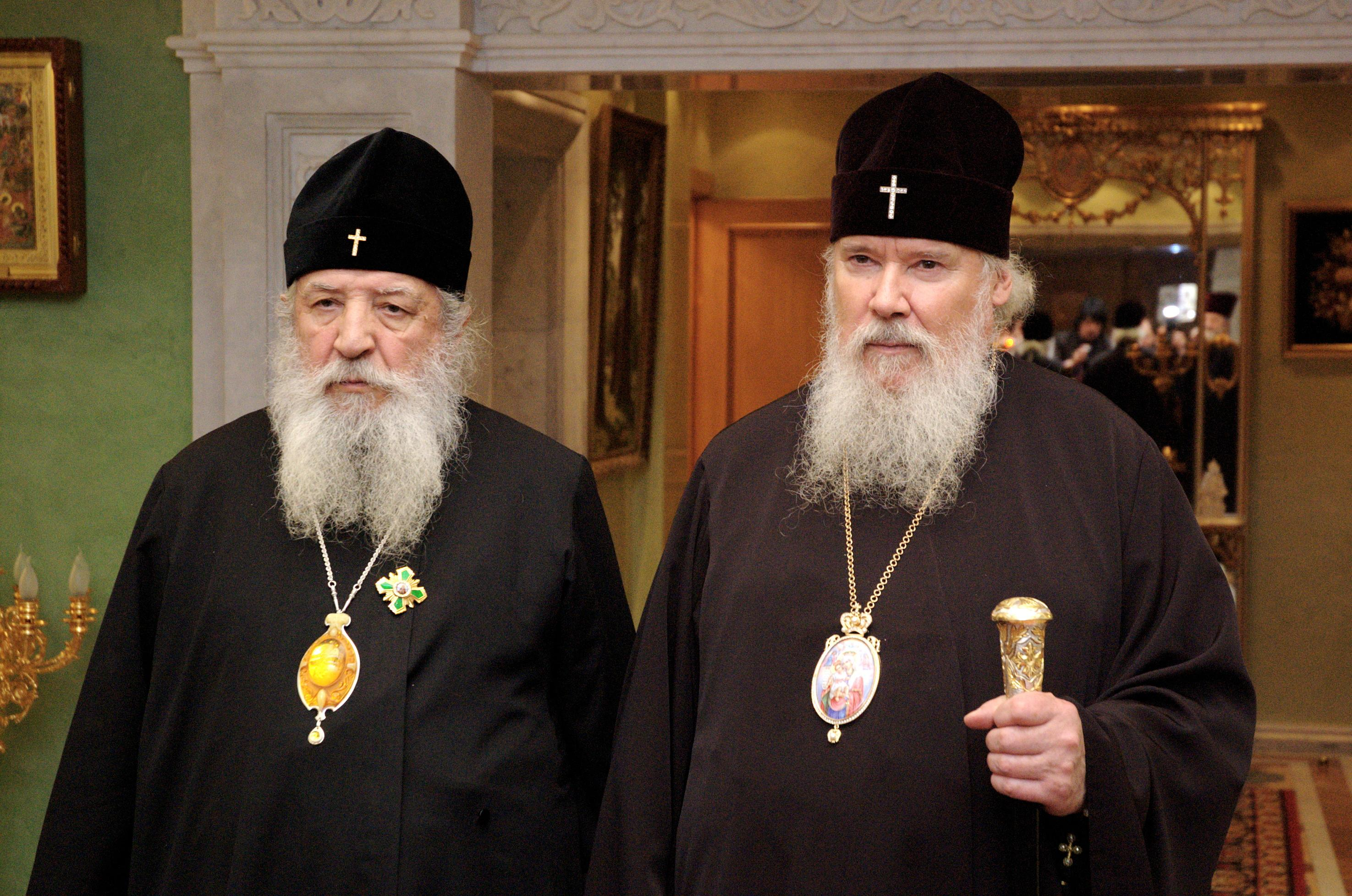
在外ロシア正教会のラウルス府主教（向って左）と、ロシア正教会のアレクシイ2世総主教（向って右）。2008年2月28日撮影。

ただし懸案のひとつであった在外ロシア正教会との関係については、ロシア正教会の首座主教であるアレクシイ2世総主教指導下のモスクワ総主教座と在外ロシア正教会で和解交渉が進められ、2007年5月17日モスクワで最終合意文書の締結に至った。在外ロシア正教会は準自治正教会としての格を有することとなった。
2018年、ウクライナ正教会をめぐる問題でロシア正教会とコンスタンティノープル総主教庁の対立が劇的に悪化し、モスクワ総主教庁はコンスタンティノープル総主教庁との断交を宣言。さらに、ウクライナ正教会 (2018年設立)を承認した各国の正教会と次々に断交し、正教会全体を巻き込んだ大問題となっている。
2022年ロシアのウクライナ侵攻を総主教キリルが支持していることから、アムステルダムの聖ニコラス正教会では教区司祭が礼拝の際に総主教を祝福することはできないと判断、ハーグのモスクワ総主教庁のエリセイ大司教にその旨を通知していた。3月6日、エリセイ大司教は予告なしでロシア大使館から車でやってきたという。礼拝を引き継いで教区外からきた助祭に総主教を祝福させ、「モスクワ総主教庁とロシア外務省がこの教区の動向を注視している」と警告して去った。数日後、エリセイ大司教は司祭に対し、教区長解任を予告。同月8日にはウクライナへの介入を支持するシンボルとして広く使われている「Z」が教会の門に落書きされ、同じ週に他にも脅迫があったため、追って通知があるまで教会を閉鎖することとなった。司祭たちは信者に精神的に安全な環境を提供できなくなったことと「モスクワ総主教庁から距離を置く決定を覆すことは、良心が許さない」ため、コンスタンチノープル総主教庁の下に置かれるよう要請している。20を超える国籍の教区民たちは、教区会議で聖職者の決定について3分の2が賛成したという。

#### ロシア正教会と西方教会の関係
合法化された東方典礼カトリック教会や、主にアメリカから入ってくる福音派などプロテスタントの伝道との競争に晒され、これらとの緊張関係におかれてもいる。特に東方典礼カトリック教会と福音派は資金が潤沢であり、ロシア正教会はこれらの伝道に神経を尖らせている。
長年、ローマ教皇庁とは比較的緊張関係にあり、モスクワ総主教とローマ教皇の対話もあまり進展していない。ローマカトリックとの対立については、特にウクライナ東方カトリック教会問題を抱えるウクライナにおける対立が顕著であり、かつての西方からの正教会に対する北方十字軍の歴史的記憶とあいまって、東西両教会の和解を喧伝しつつ布教活動を拡大していくローマカトリック教会に対する正教信徒からの不信感を招く根源的理由のひとつとなっている。
このように、深刻な緊張関係が両教会間には存在し、相互領聖は他の地域の正教会と同様にまったく行われてはおらず、モスクワ総主教とローマ教皇の直接のトップ会談はいまだ実現してはいないものの、主教・枢機卿クラスでの交流は行われ、一定の交流が継続されている。教皇ヨハネ・パウロ2世の永眠の際には、ロシア正教会渉外局長でありロシア正教会のナンバー2と目されるキリル府主教（肩書当時）が弔問に訪れてもいる。
駐伊ロシア大使館の敷地内に新しく建てられたロシア正教会の聖堂である、アレクサンドリアの聖エカテリナ教会を2006年5月19日に成聖するためにキリル府主教がイタリアを訪れた際には、ローマ教皇（当時）ベネディクト16世とキリル府主教が会見を行った。また前日の18日の記念演奏会で、教皇庁正義と平和評議会元議長ロジェ・エチガライ枢機卿が教皇の名において祝辞を述べ、キリル府主教はこれに対しともに祈ることと対話・協力の大切さを強調する言葉で応じた。
また歴史的に、ロシア正教会は一貫して反西方教会一色であった訳ではない。神学上・教会法上の一定の親和性があったこと、ロシアのロマノフ朝とイギリス連合王国のハノーヴァー朝が親戚関係にあったこと、ウクライナにおけるローマカトリック教会との深刻な管轄対立に類するような問題がないこと等から、聖公会との関係深化の話し合いはロシア革命までは継続されていた。ただし2010年現在では正教会と聖公会との関係は、特別に深いものではなくなっている。

#### 日本正教会との関係
日本に正教を浸透させたのはロシアの修道司祭（のち大主教）ニコライである。正教会は、三国干渉、日露戦争などにより日本における対露感情が悪化していく悪条件の中、一時期はカトリック教会に次ぐ教勢を獲得するに至った。
しかしながらニコライ死後、ロシア革命の勃発により、宗教弾圧を行う共産主義政権の下で監視下にあるモスクワ総主教庁の指導下にあり続ける事への不安や疑義から、日本の正教会内においてもロシア正教会と距離を置くべきとする議論が高まった。この流れの中で、戦前には日本正教会は在外ロシア正教会で主教が叙聖されるなどしてこれと関係をもち（ニコライ小野帰一）、戦後はGHQの圧力もあってアメリカ正教会の前身である北米メトロポリアの指導下に入った。
1970年になり、北米メトロポリアがモスクワ総主教庁との関係を回復して独立正教会になるに際し、日本ハリストス正教会もモスクワ総主教庁との関係を回復して自治教会となった。首座主教である全日本の府主教の認可はモスクワ総主教によって行われる一方、財政と信仰生活は完全にロシア正教会から独立しており、教会運営においてほぼ完全な自治を行っている。
ロシアと直接的に関係を持つ日本の教会として、ロシア正教会駐日ポドヴォリエ（国家における大使館的な役割を果たす、正教会における組織の種別）がある。